# Eurovision Song Contest 1963
Eurovision Song Contest 1963, česky také Velká cena Eurovize 1963 (či jen Eurovize 1963), byl 8. ročník soutěže Eurovision Song Contest, který se konal v Londýně ve Spojeném království. Ačkoliv v soutěži v předešlém ročníku zvítězila Francie díky zpěvačce Isabelle Aubretové s písní Un premier amour, která by tak podle pravidel měla tento ročník konat, konání se vzdala, protože už organizovalo ročník 1959 a 1961. Ročník 1963 pořádala Evropská vysílací unie (EVU) ve spolupráci s British Broadcasting Corporation (BBC). V tomto ročníku zvítězilo Dánsko s písní „Dansevise“ zazpívanou dvojicí Grethe a Jørgenem Ingmannovými.

## Formát
Každou zemi reprezentoval jeden interpret, na pódiu mohli být maximálně dva lidé. Každá země mohla mít vlastního dirigenta.
O výsledku rozhodovali porotci – za každou zemi rozhodovalo 10 porotců, každý z nich dal jeden bod jedné skladbě. Nikdo z porotců se nemohl hlasování zdržet, ani hlasovat pro svou zemi.

## Dirigenti
Každé představení mělo dirigenta, který orchestr řídil. Země buď mohla mít svého vlastního dirigenta, ovšem nemusela. Pokud dirigenta neměla vlastního, orchestru se ujal dirigent hostitelské Velké Británie.
- Spojené království – Eric Robinson
- Nizozemsko – nemělo vlastního, zastoupil Eric Robinson
- Německo – Willy Berking
- Rakousko – Erwin Halletz
- Norsko – Øivind Bergh
- Itálie – Gigi Cichellero
- Finsko – George de Godzinsky
- Dánsko – Kai Mortensen
- Jugoslávie – Miljenko Prohaska
- Švýcarsko – nemělo vlastního, zastoupil Eric Robinson
- Francie – Franck Pourcel
- Španělsko – Rafael Ibarbia
- Švédsko – William Lind
- Belgie – Francis Bay
- Monako – Raymond Lefèvre
- Lucembursko – nemělo vlastního, zastoupil Eric Robinson

## Výsledky
| Pořadí | Země               | Interpret               | Skladba                           | Jazyk               | Umístění | Body |
| ------ | ------------------ | ----------------------- | --------------------------------- | ------------------- | -------- | ---- |
| 1.     | Spojené království | Ronnie Carroll          | „Say Wonderful Things“            | angličtina          | 4.       | 28   |
| 2.     | Nizozemsko         | Annie Palmenová         | „Een speeldoos“                   | nizozemština        | 13.      | 0    |
| 3.     | Německo            | Heidi Brühlová          | „Marcel“                          | němčina             | 9.       | 5    |
| 4.     | Rakousko           | Carmela Correnová       | „Vielleicht geschieht ein Wunder“ | němčina, angličtina | 7.       | 16   |
| 5.     | Norsko             | Anita Thallaugová       | „Solhverv“                        | norština            | 13.      | 0    |
| 6.     | Itálie             | Emilio Pericoli         | „Uno per tutte“                   | italština           | 3.       | 37   |
| 7.     | Finsko             | Laila Halme             | „Muistojeni laulu“                | finština            | 13.      | 0    |
| 8.     | Dánsko             | Grethe a Jørgen Ingmann | „Dansevise“                       | dánština            | 1.       | 42   |
| 9.     | Jugoslávie         | Vice Vukov              | „Brodovi“                         | srbochorvatština    | 11.      | 3    |
| 10.    | Švýcarsko          | Esther Ofarimová        | „T'en va pas“                     | francouzština       | 2.       | 40   |
| 11.    | Francie            | Alain Barrière          | „Elle était si jolie“             | francouzština       | 5.       | 25   |
| 12.    | Španělsko          | José Guardiola          | „Algo prodigioso“                 | španělština         | 12.      | 2    |
| 13.    | Švédsko            | Monica Zetterlundová    | „En gång i Stockholm“             | švédština           | 13.      | 0    |
| 14.    | Belgie             | Jacques Raymond         | „Waarom?“                         | nizozemština        | 10.      | 4    |
| 15.    | Monako             | Françoise Hardyová      | „L'amour s'en va“                 | francouzština       | 5.       | 25   |
| 16.    | Lucembursko        | Nana Mouskouriová       | „À force de prier“                                  | francouzština       | 8.       | 13   |

### Detailní výsledky
|      |                    | Celkem | Spojené království | Nizozemsko | Německo | Rakousko | Norsko | Itálie | Finsko | Dánsko | Jugoslávie | Švýcarsko | Francie | Španělsko | Švédsko | Belgie | Monako | Lucembursko |
| ---- | ------------------ | ------ | ------------------ | ---------- | ------- | -------- | ------ | ------ | ------ | ------ | ---------- | --------- | ------- | --------- | ------- | ------ | ------ | ----------- |
| Země | Spojené království | 28     |                    | 3          |         |          | 5      |        | 3      | 3      | 3          |           | 3       | 5         | 2       |        | 1      |             |
| Země | Nizozemsko         | 0      |                    |            |         |          |        |        |        |        |            |           |         |           |         |        |        |             |
| Země | Německo            | 5      |                    |            |         |          | 2      |        |        |        |            |           |         |           |         |        | 3      |             |
| Země | Rakousko           | 16     | 4                  |            |         |          |        |        | 4      | 1      |            |           | 2       |           | 3       | 2      |        |             |
| Země | Norsko             | 0      |                    |            |         |          |        |        |        |        |            |           |         |           |         |        |        |             |
| Země | Itálie             | 37     | 2                  | 1          |         |          | 3      |        | 2      | 5      | 4          | 5         |         | 3         |         | 3      | 5      | 4           |
| Země | Finsko             | 0      |                    |            |         |          |        |        |        |        |            |           |         |           |         |        |        |             |
| Země | Dánsko             | 42     | 3                  | 5          | 2       | 3        | 4      | 2      | 5      |        |            | 3         |         |           | 5       | 5      |        | 5           |
| Země | Jugoslávie         | 3      |                    |            |         |          |        |        |        |        |            |           | 1       | 2         |         |        |        |             |
| Země | Švýcarsko          | 40     | 5                  |            | 4       | 5        | 1      | 5      |        | 4      |            |           |         | 4         | 1       | 4      | 4      | 3           |
| Země | Francie            | 25     |                    | 4          | 1       | 2        |        | 4      |        |        | 5          | 4         |         | 1         |         | 1      | 2      | 1           |
| Země | Španělsko          | 2      |                    |            |         |          |        |        |        |        | 2          |           |         |           |         |        |        |             |
| Země | Švédsko            | 0      |                    |            |         |          |        |        |        |        |            |           |         |           |         |        |        |             |
| Země | Belgie             | 4      |                    |            |         | 4        |        |        |        |        |            |           |         |           |         |        |        |             |
| Země | Monako             | 25     | 1                  | 2          | 5       | 1        |        | 3      |        |        | 1          | 1         | 5       |           | 4       |        |        | 2           |
| Země | Lucembursko        | 13     |                    |            | 3       |          |        | 1      | 1      | 2      |            | 2         | 4       |           |         |        |        |             |